# Claudio Langes

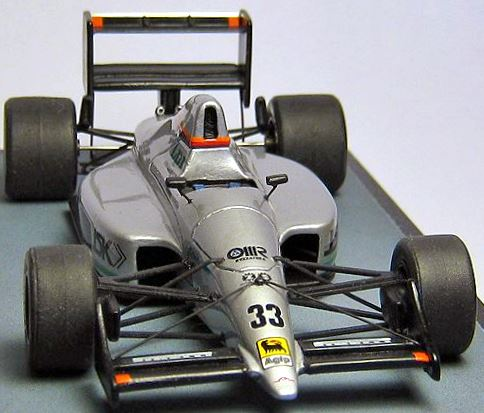
Claudio Langes’ Auto 1990: EuroBrun ER189B

Claudio Langes (* 20. Juli 1960 in Brescia) ist ein ehemaliger italienischer Automobilrennfahrer.

## Karriere

### Kart und Formel 3
1978 war Claudio Langes italienischer Kart-Meister in der Klasse bis 125 cm³. Anschließend stieg er in die Europäische Formel-3-Meisterschaft auf. 1982 fuhr er einen Dallara 382-Alfa Romeo und einen Anson SA3C-Toyota. Er erzielte 10 Punkte und wurde punktgleich mit John Nielsen Achter der Meisterschaft. 1983 blieb er in der europäischen Formel 3 und fuhr einen Anson SA4 mit einem Alfa-Romeo-Motor. Mit 11 Punkten beendete er die Meisterschaft als Neunter.
1984 fuhr Langes zunächst für Eddie Jordan Racing und das niederländische Team Barron Racing. Er erreichte einen dritten Platz in Donington, zweite Plätze in Monza, Enna und auf dem Österreichring und einen Sieg in Knutstorp. Mit 36 Punkten beendete er die Meisterschaft auf dem vierten Platz hinter Gerhard Berger, Johnny Dumfries und dem Meister Ivan Capelli.

### Formel 3000
1985 wechselte Langes in die neu gegründete Internationale Formel-3000-Meisterschaft und fuhr dort für Barron Racing in einem alten Formel-1-Tyrrell 012. Nach nur zwei schlechten Rennen in Silverstone und Thruxton ging er zurück nach Italien und startete in der dortigen Formel-3-Meisterschaft. Beim Curacao F3000 Grand Prix kehrte er für dieses eine Rennen in die Formel 3000 zurück. Für Eddie Jordan Racing fuhr er einen March 85B-Cosworth. Vom fünften Startplatz startend errang er den dritten Platz.
1986 startete Langes eine komplette Saison in der Formel 3000 für BS Automotive in einem Lola T86/50-Cosworth. Mit einem fünften und einem sechsten Platz in Enna bzw. Le Mans fuhr er 3 Punkte ein und beendete die Saison punktgleich mit Richard Dallest auf dem 17. Rang.
1987 wechselte Langes zu First Racing und fuhr dort einen March 87B-Cosworth. Er erlebte eine desaströse Saison, in der er keinen Punkt einfahren konnte. 1988 ging er zu GA Motorsport und pilotierte einen Lola T88/50-Cosworth. Durch einen fünften und einen vierten Platz in Birmingham bzw. Enna erzielte er 5 Punkte und wurde 15. der Meisterschaft, punktgleich mit Volker Weidler.
1989 wechselte er zu Forti Corse und fuhr einen Lola T89/50-Cosworth. In Enna erzielte er mit dem zweiten Platz seine erste Podiumsplatzierung und beendete die Saison auf dem 12. Gesamtrang.

### Formel 1
Für das Jahr 1990 hatte Langes das Budget für einen Formel-1-Start mit dem EuroBrun-Team zusammen, das sich in der Saison 1989 für kein einziges Rennen hatte qualifizieren können. 1990 war das finanziell angeschlagene Team ähnlich schwach. Langes, der Teamkollege von Roberto Moreno war, gelang es bei keinem seiner 14 Versuche, sich vorzuqualifizieren. Mit seinen Sponsorgeldern hielt Langes das Team am Leben. Andererseits gab ihm EuroBrun wiederholt keine ernsthafte Gelegenheit zu schnellen Runden. Teilweise durfte er nur eine oder zwei Runden fahren oder erhielt die Anweisung, langsam zu fahren, um Auto, Motor oder Reifen zu schonen. Nahezu alle Mittel flossen in Morenos Auto, das so gut wie möglich für die Vorqualifikationen vorbereitet wurde. Langes hingegen bekam regelmäßig das schlechtere der beiden Autos, und er musste sein Auto als Ersatzwagen für Moreno bereithalten, falls an dessen Auto während des Trainings etwas kaputtging. Wiederholt wurden während der Vorqualifikation technische Komponenten von Langes’ Auto abmontiert und an Morenos Wagen angebaut. Beim Großen Preis von Deutschland betraf dies beispielsweise die Motorabdeckung, die Moreno während eines Drehers in der Vorqualifikation verloren hatte. Dadurch war Langes wiederholt deutlich langsamer als Bertrand Gachot im Coloni C3B, der – abgesehen vom Life L190 – das schlechteste Auto der Saison war und zumeist als „rennuntauglich“ beschrieben wurde. Teamchef Walter Brun versuchte ab Sommer 1990, Langes durch Marco Greco oder Allen Berg zu ersetzen; Langes gelang es jedoch, sich durch neue Geldgeber bis zum Ende des Jahres im Team zu halten. Allerdings zerstörte er damit seinen Ruf als Rennfahrer: Nach seinem Engagement bei EuroBrun erhielt er kein weiteres Cockpit in der Formel 1 mehr. Claudio Langes hält einen Negativrekord: Mit 14 gescheiterten Vorqualifikationen bei insgesamt 14 Versuchen ist er als der erfolgloseste Fahrer der Formel 1 in die Geschichte eingegangen.